# Bociany (obraz Józefa Chełmońskiego)
Bociany (Wiosna idzie) – obraz olejny namalowany przez polskiego malarza Józefa Chełmońskiego w 1900 roku, znajdujący się w zbiorach Muzeum Narodowego w Warszawie.

## Historia
Obraz powstał w okresie, kiedy Chełmoński po powrocie z Monachium zamieszkał w mazowieckiej wsi Kuklówka (zob. dworek Józefa Chełmońskiego), i malował szereg obrazów o tematyce wiejskiej, głównie krajobrazy pól, dzikiego ptactwa, pracujących w polu ludzi.
Płótno zostało namalowane w majątku Górskich w Woli Pękoszewskiej w 1900 roku. Wystawiono je po raz pierwszy w warszawskiej galerii Zachęta rok później. Obraz zakupiono do zbiorów Towarzystwa Zachęty Sztuk Pięknych w 1901 roku. Był eksponowany na wystawie stałej tegoż towarzystwa w 1911 roku. Zdeponowano go w Muzeum Narodowym w Warszawie w 1942 roku, a 9 października 1944 roku wywieziono go do zamku Fischhorn na rozkaz porucznika SS, Moritza Arnhardta. Obraz został rewindykowany z Salzburga i wrócił do Polski 24 kwietnia 1946 roku. Znajduje się w zbiorach Muzeum Narodowego w Warszawie (nr inwentarzowy: MP 561 MNW).
Literat Kazimierz Gliński napisał wiersz zaczynający się od słowa –„Tatulu!”, oparty na scenie ukazanej na obrazie; opublikowano go w 12. numerze „Tygodnia Illustrowanego” w 1902 roku pod reprodukcją Bocianów.

## Charakterystyka
Obraz namalowany techniką olejną na płótnie o wymiarach 150 na 198 cm, sygnowany w prawym dolnym rogu: JOZEF CHEŁMONSKI / 1900 r.
Oracz wraz z towarzyszącym mu synem przypatrują się bocianom na niebie. Mężczyzna siedzi pośród zielonej, pełnej kwiatów łąki, odpoczywając i posilając się z dwojaków w przerwie od wiosennej orki. Na horyzoncie widać rząd brązowych wiejskich chałup krytych strzechami, wraz z topolą i z bocianim gniazdem. Z boku stoją dwa woły na zaoranym już kawałku pola. Chełmoński pokazuje tu wieś od strony nieefektownej, codziennej, dla niektórych nawet brzydkiej. Z wielkim talentem łączy uchwycony charakter chwili, lot ptaków czy zapatrzenie grupy postaci z detalem krajobrazu, jego matowymi barwami i statycznością.
Krytyka chwaliła obraz za uchwycenie specyficznie polskiego charakteru przyrody, typów ludzkich oraz za nastrój.